# خير الدين تشاتيتش
خير الدين تشاتيتش مواليد 23 مارس 1975 في كولونيا، ألمانيا الغربية، هو لاعب كرة قدم بوسني يلعب كلاعب وسط.

## المسيرة الاحترافية

### أندية لعب لها
- فورتونا كولن
- فالدهوف مانهايم
- روت فايس أوبرهاوزن
- يونيون برلين
- فيهين فيسبادن

## روابط خارجية
- خير الدين تشاتيتش على موقع قاعدة بيانات كرة القدم.إي يو (الإنجليزية)
- خير الدين تشاتيتش على موقع بيانات كرة القدم. دي إي (الألمانية)
- خير الدين تشاتيتش على موقع عالم كرة القدم.نت (الإنجليزية)